# Richard Hunt (escultor)
Richard Howard Hunt (12 de septiembre de 1935 - 16 de diciembre de 2023) fue un artista y escultor estadounidense. En la segunda mitad del siglo XX, se convirtió en "el principal escultor abstracto afroamericano y artista de escultura pública". Hunt, descendiente de esclavos traídos a través del puerto de Savannah desde África Occidental, estudió en la Escuela del Instituto de Arte de Chicago en la década de 1950, y mientras estaba allí recibió múltiples premios por su trabajo. Fue el primer escultor afroamericano en tener una retrospectiva en el Museo de Arte Moderno en 1971. Hunt ha realizado más de 160 encargos de esculturas públicas en lugares destacados de 24 estados de Estados Unidos, más que ningún otro escultor. Con una carrera que abarca siete décadas, Hunt ha realizado más de 150 exposiciones individuales y está representado en más de 100 museos públicos de todo el mundo, desde California hasta Maine, desde Detroit hasta Birmingham, y desde Viena hasta Jerusalén. Hunt ha formado parte de la Junta Directiva Nacional del Instituto Smithsoniano. La obra escultórica abstracta, moderna y contemporánea de Hunt destaca por su presencia en exposiciones y muestras públicas ya en la década de 1950, a pesar de las presiones sociales por la obstrucción del arte afroamericano en aquella época. Naomi Beckwith, subdirectora y conservadora jefe del Museo Solomon R. Guggenheim declaró que Richard Hunt es "uno de los artistas más innovadores del siglo XX". El presidente Barack Obama ha declarado que "Richard Hunt es uno de los mejores artistas que ha producido Chicago".

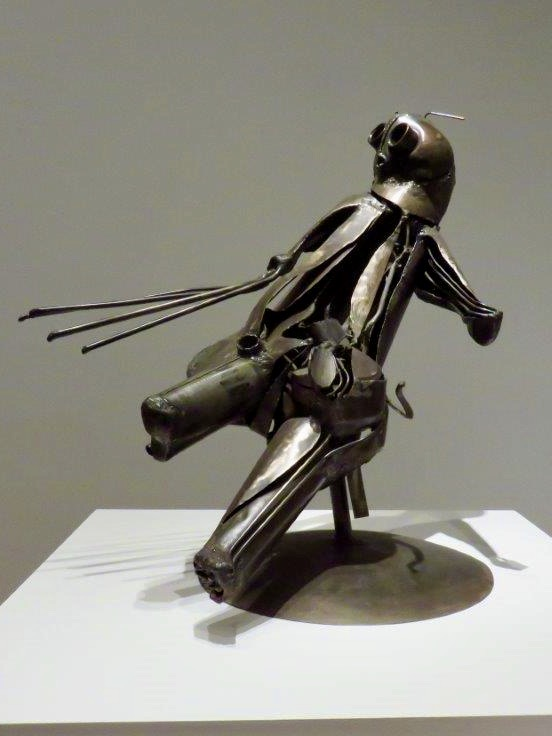
Aracne, 1956 Museo de Arte Moderno

## Primeros años de vida
Hunt nació en 1935 en el barrio de Woodlawn, en el South Side de Chicago. Hunt y su hermana menor, Marian, crecieron en el South Side de Chicago, pero a los once años se trasladó a Galesburg, Illinois, donde pasó la mayor parte del tiempo. Desde muy joven se interesó por las artes, ya que su madre, esteticista y bibliotecaria, le llevaba a las representaciones de las compañías de ópera locales que cantaban repertorios clásicos de Mozart, Rossini, Verdi y Haendel. De pequeño, Hunt empezó a mostrar entusiasmo y talento en disciplinas artísticas como el dibujo y la pintura, y también la escultura, un interés que fue creciendo a medida que se hacía mayor. Hunt se sintió inspirado a seguir su carrera artística porque su familia apreciaba el arte, y dijo claramente: "Mi madre me apoyaba y mi padre era tolerante". En séptimo grado, Hunt asistió a la Junior School of Art Institute of Chicago, donde comenzó su interés por el arte. Hunt también adquirió sentido comercial y conciencia de los problemas sociales al trabajar para su padre en una barbería.

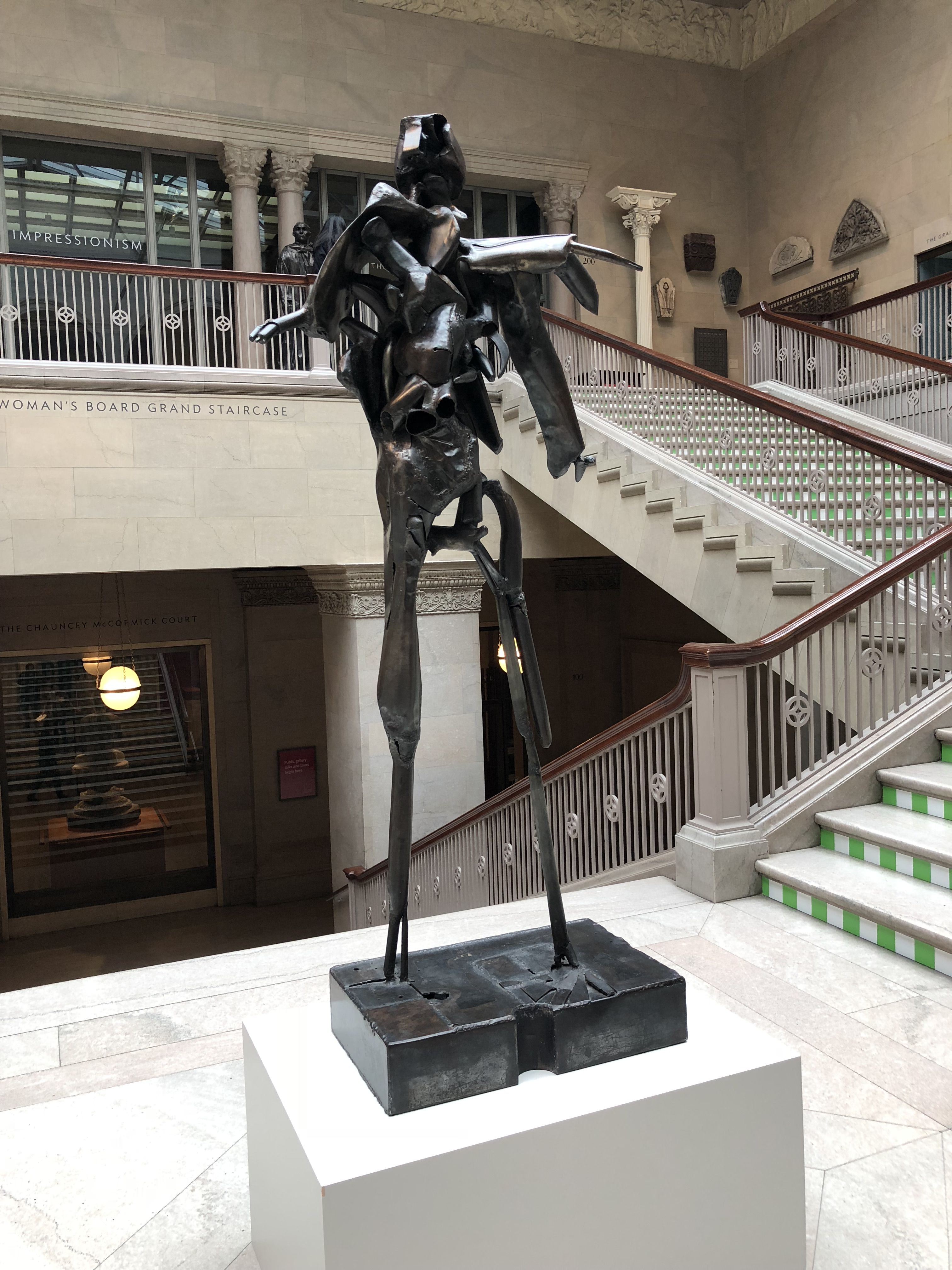
Hero Construction, 1958 en el Instituto de Arte de Chicago, IL

Cuando era adolescente, Hunt comenzó su trabajo en escultura, trabajando en arcilla y tallas. Si bien su trabajo comenzó en un estudio improvisado en su habitación de 1950, finalmente construyó un estudio en el sótano de la barbería de su padre. Se convirtió en el artista expositor más joven en la Feria Mundial de Seattle de 1962.

## Educación
Hunt se graduó en el instituto de Englewood en 1953 e ingresó en la Escuela del Instituto de Arte de Chicago ese mismo año. En su día se interesó por el surrealismo, donde experimentó con el ensamblaje de piezas de máquinas rotas y metales del desguace, como los parachoques de los coches, y su reconversión en formas orgánicas. Hunt trabajó con materiales de cobre, hierro y luego con acero y aluminio, lo que le llevó a producir una serie de "figuras híbridas" que hacían referencia a formas humanas, animales y vegetales. De este modo, Hunt consigue combinar en sus obras la temática orgánica y la industrial. Hunt estudió en el Instituto de Arte de Chicago de 1953 a 1957, centrándose en las esculturas de soldadura, pero también estudiando litografía. Sus primeras obras eran más figurativas que las posteriores, y solían representar temas clásicos. Hunt empezó a exponer sus esculturas por todo el país cuando aún era estudiante de la Escuela del Instituto de Arte de Chicago. Cuando era joven, su obra "Aracne" fue adquirida por el Museo de Arte Moderno de Nueva York. Se licenció en el Instituto de Arte de Chicago en 1957.

## Viajes a Europa

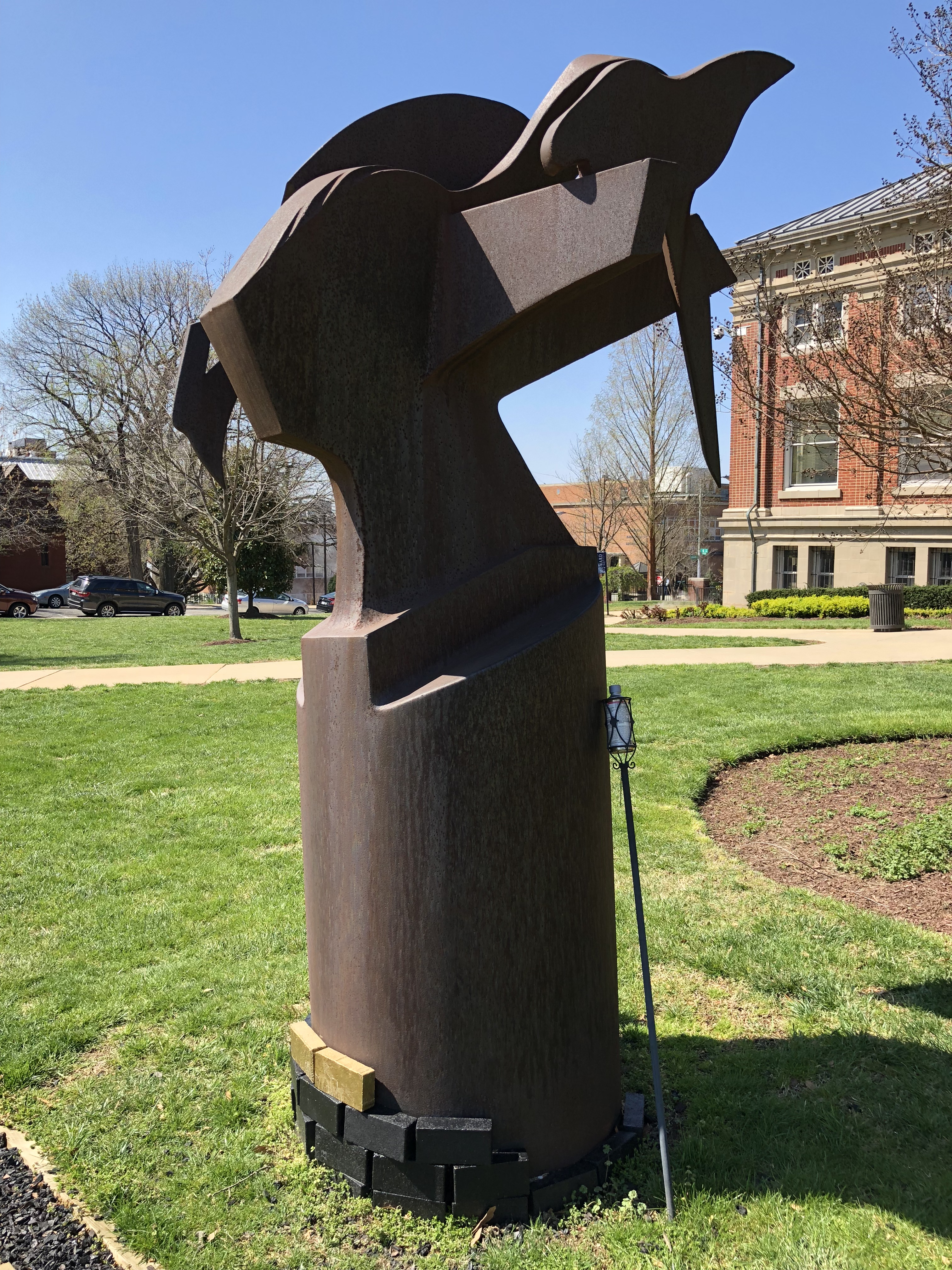
La simbiosis fue un obsequio a la Universidad de Howard por parte del exfideicomisario de la escuela, Hobart Taylor.

Al graduarse, Hunt recibió la beca James Nelson Raymond para viajes al extranjero. Navega a Inglaterra en el SS United States y luego a París, donde alquila un coche, un Citroën 2CV, para viajar a España, Italia y, finalmente, volver a París. Pasó la mayor parte de su tiempo en Europa en Italia, especialmente en Florencia, donde aprendió a fundir y a crear sus primeras esculturas con esa técnica, en bronce, en la renombrada fundición Marinelli. Su estancia en el extranjero consolidó su convicción de que el metal era el medio definitivo del siglo XX ,

## Servicio militar
Durante el otoño de 1958, Hunt completó su formación básica en Fort Leonard Wood en Misuri. Continuará sirviendo casi dos años en el Ejército de los Estados Unidos desde 1958 hasta 1960. Hunt trabaja como ilustrador del ejército en el Brooke Army Medical Center, situado en Fort Sam Houston, en San Antonio (Texas). Durante su estancia en Texas, Hunt alquila una casa recién construida en la base en un barrio ocupado únicamente por suboficiales blancos; como primer afroamericano que vive allí, desegrega el barrio.

## Desegregación
El 7 de marzo de 1960, Mary Andrews, presidenta del consejo juvenil local de la NAACP, escribe cartas a los gerentes de las tiendas del centro de San Antonio que gestionan comedores para blancos. Alentada por el creciente movimiento de sentadas, solicita que se proporcionen servicios iguales a todos, independientemente de la raza. El 16 de marzo de 1960, Hunt, de uniforme, va a almorzar a Woolworth's, se sienta en el mostrador, le toman el pedido y le sirven sin incidentes. Hunt, el único afroamericano conocido que come en el mostrador de Woolworth's de San Antonio ese día, cumple la visión de integración de Mary Andrews. Esta acción, junto con la de un puñado de afroamericanos en otros mostradores de comida de la ciudad, convierte a San Antonio en la primera integración pacífica y voluntaria de un comedor en el sur.

## Museo de Arte Moderno
El trabajo de Hunt se ha exhibido 12 veces en el Museo de Arte Moderno de Nueva York, incluida una gran retrospectiva individual en 1971, cuando el artista tenía solo 35 años. Bajo el título The Sculpture of Richard Hunt, del 25 de marzo al 9 de julio de 1971, Hunt se convirtió en el primer escultor afroamericano al que el MoMA dedicó una retrospectiva, siendo ésta la segunda exposición de un artista negro de cualquier tipo en la historia del museo.

## Carrera profesional
Hunt comenzó a experimentar con materiales y técnicas de escultura, muy influenciado por los artistas progresistas del siglo XX. Hunt se inspiró para centrarse en la escultura debido a la exposición de los años 50 llamada Escultura del siglo XX que se celebró en el Instituto de Arte de Chicago en 1953. La Escultura del siglo XX incluía obras de Pablo Picasso, Julio González y David Smith. En la exposición, fue la primera vez que Hunt vio varias obras de arte de metal soldado. De hecho, Hunt también se inspiró y mostró su respeto al escultor europeo Duchamp-Villon, cuyo bronce de 1914, "Caballo", era instructivo. Ver las obras de estos artistas llevó a Hunt a crear formas abstractas mediante la soldadura del metal.
En las décadas de 1960 y 1970, Hunt utilizó los desguaces de coches como cantera y convirtió parachoques y guardabarros en esculturas abstractas soldadas. Hunt también se centró en la disposición lineal-espacial de sus materiales, donde siguió los pasos de Julio González hacia las estructuras tridimensionales. Esta experimentación obtuvo una respuesta crítica y positiva por parte de la comunidad artística, de tal manera que Hunt fue expuesto en el Artists of Chicago and Vicinity Show y en el American Show, donde el Museo de Arte Moderno adquirió una pieza para su colección. Fue el artista más joven en exponer en la Feria Mundial de Seattle de 1962, una importante exposición internacional de arte moderno.
De hecho, Hunt recibió su primer encargo de escultura en 1967 conocido como Play, que fue encargado por el Programa de Arte Público del Estado de Illinois. La realización de esta escultura lo llevó a muchos otros encargos públicos y se consideró su segunda carrera como escultor público. Hunt ha realizado más esculturas públicas que cualquier otro artista del país. Sus piezas emblemáticas incluyen Jacob's Ladder en la Biblioteca Carter G. Woodson en Chicago y Flintlock Fantasy en Detroit .
Fue designado por el presidente Lyndon Johnson como uno de los primeros artistas en formar parte de la junta de gobierno del National Endowment for the Arts y también formó parte de las juntas de la Institución Smithsonian .[cita requerida] De 1980 a 1988, Hunt se desempeñó como comisionado del Museo Nacional de Arte Americano de la Institución Smithsonian. De 1994 a 1997, Hunt formó parte de la Junta Directiva Nacional de la Institución Smithsonian. Hunt ha recibido numerosos premios y títulos honoríficos.
En 1971, Hunt adquirió una subestación eléctrica desactivada cerca del norte de Chicago y la reconvirtió en un estudio de escultura de soldadura metálica. La estación estaba equipada con un puente grúa, que resultaba práctico para trasladar grandes piezas escultóricas, y un amplio techo de 12 metros. Mientras manejaba el metal, Hunt trabajaba con dos ayudantes. Hunt describe las obras de metal como "un juego libre de formas que evolucionan, se desarrollan y contrastan entre sí".
Hunt ha seguido experimentando a lo largo de su exitosa carrera, empleando una amplia gama de técnicas escultóricas. A través de su obra, Hunt suele hacer comentarios sobre cuestiones sociales y políticas contemporáneas.

## Fondo Nacional de las Artes
Hunt fue el primer artista visual afroamericano en formar parte del Consejo Nacional de las Artes, el órgano rector del Fondo Nacional de las Artes. Hunt fue designado por el presidente Lyndon B. Johnson en 1968. Fue el cuarto afroamericano en el consejo, después de Marian Anderson, Ralph Ellison y Duke Ellington.

## Monumentos
Hunt ha esculpido importantes monumentos para algunos de los más grandes héroes de USA, incluidos Martin Luther King, Jr., Mary McLeod Bethune, John Jones, Hobart Taylor, Jr. e Ida B. Wells . Su enorme bronce de 30 pies de ancho, "Swing Low", cuelga del techo del Museo Nacional de Historia y Cultura Afroamericana, un monumento a la espiritualidad afroamericana. Otra escultura soldada de Hunt, "Hero Construction", es la pieza central del  Instituto de Arte de Chicago.

## Comisión del Centro Presidencial de Obama
El 26 de febrero de 2022, la Fundación Obama anunció el encargo de la escultura "Book Bird" para el Centro Presidencial Barack Obama. La escultura es una elaboración de una pieza que Hunt creó como premio a los partidarios del United Negro College Fund. "Esta hermosa pieza encapsula el progreso que uno puede hacer a través de la lectura, encarnando la inspiración que esperamos que todos los jóvenes se lleven cuando visiten el Centro Presidencial Obama". - Fundación Obama
“He sido un gran admirador de tu trabajo durante mucho tiempo, y Michelle también”. - El presidente Barack Obama al escultor Richard Hunt

## Declaraciones de Richard Hunt[25][26]
De entre todas las bases posibles para juzgar el arte, el predominio del estilo propio de un periodo determinado siempre hace que una base sea más defendible que las demás; pero este criterio siempre se ve matizado por el clima intelectual y social imperante, y además se ve modulado por los altibajos estacionales. Así pues, la base crítica del arte es tan cambiante como la obra que pretende evaluar, pero el desarrollo de la crítica sigue necesariamente el desarrollo del arte.
Lo más hermoso para mí son los brotes abiertos por González, cuya influencia ha sido importante en mi desarrollo. La influencia de algunas esculturas primitivas y renacentistas ha sido significativa. Ha habido un interés pasajero por Brancusi, Marini, Noguchi, Roszak y Goto, un interés fugaz por Butler, Chadwick, Stankiewicz y otros
En algunas obras, tengo la intención de desarrollar el tipo de formas que la naturaleza podría crear si solo dispusiera del calor y el acero.
Se puede pensar en un escultor como el tipo de persona que puede reducir las impresiones de las cosas, las respuestas y las ideas sobre las cosas en formas escultóricas. A veces estas formas escultóricas son simplemente formas escultóricas; a veces estas formas se pueden transformar en esculturas. La creación de una escultura puede considerarse el proceso por el cual un escultor se demuestra a sí mismo si está o no creando una escultura.
Todo lo que existe, natural o hecho por el hombre, contiene alguna cualidad o propiedad escultórica. Trato de apropiarme de la escultura de cualquiera de estas formas en mi trabajo siempre que parezcan una extensión razonable de mi vocabulario actual de formas.
Uno espera ver de lo que se ha hecho, lo que se puede hacer.
Uno de los temas centrales de mi trabajo es la reconciliación de lo orgánico y lo industrial. Veo mi trabajo como una especie de puente entre lo que experimentamos en la naturaleza y lo que experimentamos en la sociedad urbana, industrial y tecnológica en la que vivimos. Me gusta pensar que dentro de la obra que abordo con más éxito hay una resolución de la tensión entre la sensación de libertad que se tiene al contemplar la naturaleza y la sensación a veces restrictiva y cerrada que engendran los rigores de la ciudad, los rigores del entorno industrial.
Debo, puedo y voy a dejar las pruebas físicas de que yo y mi familia hemos vivido en esta tierra, en este planeta. En el gran esquema de las cosas es menos que una gota en el cubo, pero me complace ser capaz de dejar esta evidencia aquí por un tiempo.
Imaginando un mundo sin jerarquía racial, trabajo como si la raza no existiera.
La escultura no es una autodeclaración, sino una voz de y para mi pueblo. Sobre todo un rico tejido; bajo todo el dinamismo del pueblo afroamericano.
Siempre me ha interesado el concepto de libertad a nivel personal y universal: libertad política, libertad de pensar y de sentir. Como afroamericano que vive en los Estados Unidos, obviamente temas como las leyes de segregación, el movimiento de derechos civiles en la década de 1960 o Sudáfrica han estado en mi mente cuando he tratado el concepto de libertad. Pero la libertad también se relaciona con mi carrera como artista: libertad de mente, pensamiento e imaginación.
Mi propio uso de formas aladas a principios de los años 50 se basa en temas mitológicos, como Ícaro y Winged Victory. Se trata, por un lado, de intentar alcanzar la victoria o la libertad interiormente. También se trata de investigar ideas de libertad personal y colectiva. Mi uso de estas formas tiene raíces y resonancias en la experiencia afroamericana y también es un símbolo universal.

## Premios seleccionados[26]
- 1956 Premio del Sr. y la Sra. Frank G. Logan Instituto de Arte de Chicago
- 1957 Beca de viaje James Nelson Raymond, Escuela del Instituto de Arte de Chicago
- 1957 Premio Pauline Palmer, Instituto de Arte de Chicago
- 1961 Premio del Sr. y la Sra. Frank G. Logan, Instituto de Arte de Chicago
- 1962 Premio del Sr. y la Sra. Frank G. Logan, Instituto de Arte de Chicago
- 1962 Premio Walter M. Campana, Instituto de Arte de Chicago
- 1962-63 Beca de la Fundación Conmemorativa John Simon Guggenheim[27]
- 1965 Beca de artista de tamarindo, Fundación Ford
- Premio 1970, Fundación Casandra
- 1980 Premio James Van Der Zee Lifetime Achievement Award, Brandywine Workshop and Archives
- 1990 Premio Sidney R. Yates Art Advocacy, Fundación Illinois Arts Alliance
- 1993 Laureado, Academia Lincoln de Illinois
- 1997 Premio de Artistas, The Studio Museum en Harlem
- 1998 Artista Distinguido, The Union League Club of Chicago
- 1998 Miembro, Academia Estadounidense de Artes y Letras
- 1999 Premio a los creadores de historia afroamericana de Chicago, Museo DuSable de Historia Afroamericana, Chicago
- 1999 Miembro, Academia Nacional de Diseño
- 2003 Premio Harry W. Watrous y Medalla Elizabeth N. Watrous, Academia Nacional de Diseño
- 2004 Premio Archibald Motley Jr. History Maker a la distinción en artes visuales, Museo de Historia de Chicago
- 2005 Premio del Fondo de Artistas Malvina Hoffman, Academia Nacional de Diseño
- 2009 Premio Charlotte Dunwiddie, Academia Nacional de Diseño
- Premio a la Trayectoria 2009, Centro Internacional de Escultura[28]
- Premio Legacy 2010, United Negro College Fund
- Premio Ruth Horwich 2011 a un artista famoso de Chicago, Departamento de Asuntos Culturales de la Ciudad de Chicago
- Premio Quinta Estrella 2014, Ciudad de Chicago
- Premio a la Trayectoria 2014, Universidad de Howard
- Premio Internacional de Arte Alain Locke 2015, Instituto de Artes de Detroit
- Premio a la Trayectoria 2015, Socios para Comunidades Habitables
- Homenaje a un hito legendario 2017, Landmarks Illinois
- Premio Leyendas y Legado 2022,[29] Instituto de Arte de Chicago

- 1972 Universidad de Lake Forest, Lake Forest, IL
- 1973 Instituto de Arte de Dayton, Dayton, OH
- 1976 Universidad de Míchigan, Ann Arbor
- 1977 Universidad Estatal de Illinois, Normal
- 1979 Universidad Estatal de Colorado, Fort Collins
- 1982 Escuela del Instituto de Arte de Chicago
- 1984 Universidad del Noroeste, Evanston, IL
- 1986 Monmouth College, Monmouth, IL
- 1987 Universidad Roosevelt, Chicago
- 1991 Universidad de Tufts, Medford, MA
- 1996 Universidad de Columbia, Chicago
- 1997 Universidad Estatal de Gobernadores, University Park, IL
- 2004 Universidad Estatal A&amp;T de Carolina del Norte, Greensboro
- 2007 Universidad de Notre Dame, Notre Dame, IN
- 2013 Universidad de Valparaíso, Valparaíso, IN
- 2022 Universidad del Sur de Illinois, Carbondale

## Trabajos seleccionados
- Un puente que cruza y más allá (1978), Washington D. C.
- Wing Generator (1980) Universidad de Notre Dame, Indiana
- Simbiosis (c. 1981), Washington D. C.
- Build-Grow (1986), Jamaica, Queens, Nueva York
- Construir-crecer (1992), Washington D. C.

## Colecciones públicas seleccionadas[26]
- Museo Albright-Knoxy, Buffalo, NY
- Museo de Arte Memorial Allen, Oberlin College, Oberlin, OH
- Museo Amon Carter, Fort Worth
- Fundación Applewood-Ruth Mott, Flint, MI
- Museo de Arte, Diseño y Arquitectura, Universidad de California, Santa Bárbara
- Arte en las embajadas, Departamento de Estado de Estados Unidos, Washington D. C.
- Instituto de Arte de Chicago
- Museo de Arte de la Universidad de Memphis
- Museo de Arte de Baltimore
- Museo de Arte de Berkeley y Archivo de Cine del Pacífico, Berkeley, CA
- Museo de Arte de Birmingham, Birmingham, AL
- Museo de Arte del Bowdoin College, Brunswick, ME
- Museo de Arte Brauer, Universidad de Valparaíso, Valparaíso, IN
- Museo Brooklyn, Brooklyn, NY
- El Instituto Butler de Arte Americano, Youngstown, OH
- Centro de Artes Cantor, Universidad de Stanford, Stanford, CA
- Museo de Arte Chazen, Universidad de Wisconsin-Madison
- Museo de Arte de Cincinnati, Cincinnati, OH
- Museo de Arte de Cleveland, Cleveland, OH
- Museo de Arte del Colby College, Waterville, ME
- El museo Columbus, Columbus, GA
- Museo de Arte David Owsley, Ball State University, Muncie, IN
- Instituto de Arte de Dayton, Dayton, OH
- De Young Museum, Museos de Bellas Artes de San Francisco
- Museo de Arte DePaul, Universidad DePaul, Chicago
- Museo de Arte de Denver
- Instituto de Artes de Detroit

- Colección de Arte de la Universidad de Elmhurst, Elmhurst, IL
- Museo de Arte Eskenazi, Universidad de Indiana, Bloomington
- Franklin D. Murphy Sculpture Garden, Hammer Museum, Universidad de California, Los Ángeles
- Museo de Arte Fred Jones Jr., Universidad de Oklahoma, Norman, OK

- Parque de esculturas y jardines de Frederik Meijer, Grand Rapids, MI

- Galería de Arte, Universidad Howard, Washington D. C.[JB1] [JO2]

- Museo de Arte de Georgia, Universidad de Georgia, Atenas
- Museo de Arte del Condado de Greenville, Greenville, SC
- Hammonds House Museum, Atlanta
- Museos de Arte de Harvard, Cambridge, MA
- Herbert F. Johnson Museum of Art, Cornell University, Ithaca, NY

- High Museum of Art, Atlanta
- Museo Hirshhorn y Jardín de Esculturas, Smithsonian Institution, Washington D. C.

- Museo de Arte Housatonic, Bridgeport, CT
- Museo Hunter de Arte Americano, Chattanooga, TN
- Museo Estatal de Illinois, Springfield

- Museo de Arte de Indianápolis
- Museo de Israel, Jerusalén
- Museo Judío de Nueva York, New York

- Kalamazoo Institute of Arts, Kalamazoo, MI
- Museo de Arte Koehnline, Oakton Community College, Des Plaines, IL
- Museo de Arte Krannert, Universidad de Illinois en Urbana-Champaign

- Krasl Art Center, Saint Joseph, MI
- Parque de Esculturas Laumeier, Saint Louis, MO
- Museo de Arte del Condado de Los Ángeles

- Centro Lubeznik para las Artes, Michigan City, IN
- McCutchan Art Center/Pace Galleries, Universidad del Sur de Indiana, Evansville
- Museo de Arte McNay, San Antonio
- Museo de Arte Brooks de Memphis

- Museo Metropolitano de Arte, New York

- Museo de Arte de la Universidad de Miami, Oxford, OH
- Museo de Arte Americano del Medio Oeste, Elkhart, INArt

- Museo de Arte de Milwaukee
- Instituto de Artes de Mineápolis, Minneapolis, MN
- Colección Mott-Warsh, Flint, MI
- Museum Moderner Kunst (mumok), Stiftung Ludwig, Vienna
- Museo de Arte Contemporáneo de Chicago
- Museo de Arte contemporáneo de San Diego
- Museo de Bellas Artes , Boston
- Museo de Bellas Artes (Houston)
- MoMA, New York

- Museo de Arte Nasher, Universidad de Duke, Durham, NC
- Museo de Arte del Condado de Nassau, Roslyn Harbor, NY
- Parque de esculturas Nathan Manilow, Governors State University, University Park, IL

- Academia Nacional de Dibujo de Estados Unidos, New York
- Galería Nacional de Arte, Washington D. C.
- Museo Nacional de Historia y Cultura Afroamericana, Washington D. C.
- Museo de arte Nelson-Atkins, Kansas City, MO

- Museo de Arte Neuberger, Purchase College, Universidad Estatal de Nueva York
- Museo Estatal de Nueva Jersey, Trenton
- Universidad Central de Carolina del Norte, Durham, NC

- Museo Norton Simon, Pasadena, CA
- Museo Paul R. Jones, Museos de la Universidad de Alabama, Tuscaloosa
- Pennsylvania Academy of the Fine Arts, Philadelphia
- Museo Peoria Riverfront, Peoria, IL[JB3] [JO4]
- Museo de Arte de Filadelfia

- Museo de Arte de Portland, Portland, OR
- Museo de Arte de Portland, Portland, ME

- Museo de Arte de la Universidad de Princeton,  NJ

- Museo RISD, Escuela de Diseño de Rhode Island, Providence

- Museo de Arte Samuel Dorsky, Universidad Estatal de Nueva York en New Paltz
- Museo de Arte SCAD, Savannah College of Art and Design, Savannah, GA
- Centro Schomburg de Investigación de la Cultura Negra, Biblioteca Pública de Nueva York
- Museo de Arte Sheldon, Universidad de Nebraska-Lincoln

- Smart Museum of Art, University of Chicago
- Museo Smithsoniano de Arte Americano, Washington D. C.

- Museo de Arte Snite, Universidad de Notre Dame, Notre Dame, IN
- Museo de Arte Speed, Louisville, KY
- Museo de Arte de Springfield, Springfield, MO
- Centro de Arte Storm King, Mountainville, NY
- El Museo Estudio en Harlem, Nueva York
- Museo de Arte Swope, Terre Haute, IN
- Museo Telfair , Savannah, GA
- Colecciones de Arte del Tougaloo College, Tougaloo, MS

- Universidad Tufts Art Galleries, Medford, MA

- Galería de Arte de la UCF, Universidad de Florida Central, Orlando
- Museo Universitario de la Universidad del Sur de Illinois, Carbondale

- Universidad de Arizona Museum of Art, Tucson

- Museo de Arte de la Universidad de Míchigan, Ann Arbor
- Museo de Bellas Artes de Utah, Salt Lake City

- Museo de Bellas Artes de Virginia, Richmond
- Museo de Arte Weatherspoon, Universidad de Carolina del Norte, Greensboro
- Museo Whitney de Arte Estadounidense, Nueva York

- Museo de Arte de Wichita, Wichita, KS
- Museo de Arte del Williams College, Williamstown, MA

- Galería de Arte de la Universidad Yale, New Haven, CT